# Rockford (Idaho)
Rockford – jednostka osadnicza w Stanach Zjednoczonych, w stanie Idaho, w hrabstwie Bingham.